# J.C. Schlichtkrull
Johan Christopher Schlichtkrull (28. februar 1866 på Frederiksberg – 9. april 1945 i Hammer Bakker) var en dansk maler.
Schlichtkrull blev uddannet på det Tekniske Selskabs Skole under Grønvold, på Akademiet 1885—87, derefter et par vintre på de frie studieskoler under Krøyer. Han udstillede første gang 1889, derefter regelmæssigt hvert år, portrætter og landskaber (mest fra Vendsyssel). Kunstmuseet ejer Barneportræt (1898) og Naar Hvilen falder paa (1901), Aalborg Museum Dameportræt (1902), for hvilket Schlichtkrull fik Akademiets årsmedalje 1. gang, Maribo Museum Gamle Ane i sit Hjem (1906), Ribe Kunstmuseum Portræt af min Hustru (1908), Horsens Kunstmuseum Efter Aftenbadet (1924), og Metropolitanskolen Portræt af Rektor Bloch (1906). I 1906 fik Schlichtkrull for Mellem Bakkerne, Aftensol, Vendsyssel) 2. Gang Akademiets årsmedaille og blev derved medlem af dets plenarforsamling. 1899—1908 var han lærer ved Akademiets kunstskole for kvinder. Til Kunstforeningen har Schlichtkrull solgt seks billeder og til Foreningen for National Kunst 2. Han fik medalje på Verdensudstillingen i Chicago 1893 og mention honorable på Verdensudstillingen i Paris 1908. Han gennemførte rejser til Paris 1891 samt til Italien 1896 og 1899.

## Hæder
- 1893: Medalje, World's Columbian Exposition, Chicago
- 1896-97: De Bielkeske Legater
- 1897: Den Sødringske Opmuntringspræmie
- 1898-99, 1902: Akademiets stipendium
- 1898: Kaufmanns Legat
- 1899: Krafts Legat
- 1900: Mention Honorable, Exposition Universelle, Paris
- 1902: Aarsmedaillen
- 1903: Den Raben-Levetzauske Fond
- 1907: Eckersberg Medaillen (igen)
- 1923: Mols' Legat
- 1927: Ronges Legat
- 1928-29: Benny Claudi-Pedersens Legat
- 1930: Treschows Legat
- 1932: Alfred Benzons Præmie
- 1939: Bindesbølls Legat